# 県犬養大麻呂
県犬養 大麻呂（あがたいぬかい の おおまろ、生没年不詳）は、奈良時代の貴族。名は大万呂とも記される。姓は連のち宿禰。遣耽羅大使・県犬養手繦の孫とする系図がある。官位は大初位下・隠岐目。

## 経歴
聖武朝の神亀4年（727年）県犬養橘三千代の朝廷への申請により、大麻呂は一族の五百依・安麻呂・小山守らとともに連から宿禰に改姓する。天平5年（733年）大初位下・隠岐目の官位にあった（天平四年度隠岐国正税帳の継目裏書）。

## 官歴
注記のないものは『続日本紀』による。
- 神亀4年（727年）12月10日：連から宿禰に改姓
- 天平5年（733年）2月19日：見大初位下隠岐目[1][3]